# Огурневка
Огурневка (бел. Агурнёўка) — река в Глубокском районе Витебской области Белоруссии.
Левый приток реки Свилица (бассейн Западной Двины). Длина 7,4 км.
Исток находится в 1,5 км к юго-западу от деревни Шараги Подсвильского поселкового совета, устье — в 2,5 км к северо-востоку от деревни Стринадки того же поселкового совета.